# Mae Marsh
Mae Marsh (eg. Mary Wayne Marsh), född 9 november 1895 i Madrid, New Mexico, död 13 februari 1968 i Hermosa Beach, Kalifornien; amerikansk skådespelerska.
Hennes far var revisor vid amerikanska järnvägen och avled när Mae var 4 år. Hennes mor gifte om sig men hennes styvfar omkom vid jordbävningen i San Francisco 1906. Hon gick i en klosterskola i Hollywood och skolkade från skolan för att se sin syster provfilma när hon upptäcktes av D.W. Griffith. Filmdebut 1911 i Fighting Blood.
Hon blev hjältinna i flera av Griffiths filmer, där hon kunde spela flickaktig såväl som mogen kvinna och fysiskt spröd men likväl stark i själen. I rollen som lillasyster är hon minnesvärd i Nationens födelse 1915, där hon väljer att begå självmord i stället för att bli våldtagen. En ännu större framgång kom påföljande år i en av stumfilmens mästerverk, Intolerance, där hon spelade den av sorg tyngda hustrun.
Efter ljudfilmens intåg medverkade hon i biroller i ett antal filmer.

## Filmografi (urval)
- Fighting Blood (1911)
- Man's Genesis (1912)
- The Battle at Elderbush Gulch (1913)
- Nationens födelse (1915)
- Home, Sweet Home (1914)
- Intolerance (1916)
- Den farliga leken (1918)
- Högsta vinsten (1918)
- Lilla helgonet originaltitel Spotlight Sadie (1918)
- Flames of Passion (1922)
- The White Rose (1923)
- Livets karusell (1924)
- Tides of Passion (1926)
- Jane Eyre (1943)
- Det växte ett träd i Brooklyn (1944)
- Den purpurröda manteln (1953)
- Sergeant Rutledge (1960)